# Альтова флейта
Альтова флейта (італ. flauto contralto; фр. flûte alto; нім. Altflöte) ― дерев'яний духовий музичний інструмент, різновид поперечної флейти, сконструйована Теобальдом Бемом близько 1854 року.
За будовою і технікою гри схожа зі звичайною флейтою, але має довшу і ширшу трубку і дещо іншу будову системи клапанів. Дихання на альтовій флейті втрачається швидше.
Застосовується найчастіше in G (в строї «соль»), рідше in F (в строї «фа»), тобто звучить на чисту кварту або квінту нижче написаних нот. Діапазон — від g (соль малої октави) до d³ (ре третьої октави). Теоретично можливо витягти і вищі звуки, але на практиці вони майже не використовуються. Звучання інструменту в нижньому регістрі яскраве, більш густе, ніж у великої флейти, однак досягається лише в динаміці не сильніше за mezzo-forte. Середній регістр — гнучкий в нюансуванні, повнозвучний; верхній — різкий, менш тембрально забарвлений, ніж у флейти, найвищі звуки важко витягти на piano.
Альтова флейта застосовується, як правило, в оркестрі, для отримання специфічних низьких звуків особливого тембру, але в другій половині XX століття також почала використовуватися як ансамблевий і сольний інструмент. Одним з перших її використав Римський-Корсаков в опері-балеті «Млада» (1890). Надалі партія альтової флейти з'являлася в творах А. К. Глазунова (Восьма симфонія), М. Равеля («Дафніс і Хлоя»), І. Стравинського («Весна священна»), Г. Голста («Планети»), Д. Шостаковича (Сьома симфонія) тощо. Альтова флейта введена в ансамбль твору П'єра Булеза «Молоток без майстра». Сольні твори для альтової флейти написані Маті Куулбергом, Егілем Говланном, Леонідом Башмаковим, Аулісом Салліненом.
Партія альтової флейти використовується в пісні «California Dreamin'» групи «The Mamas & the Papas» (1965).